# Zonnebank

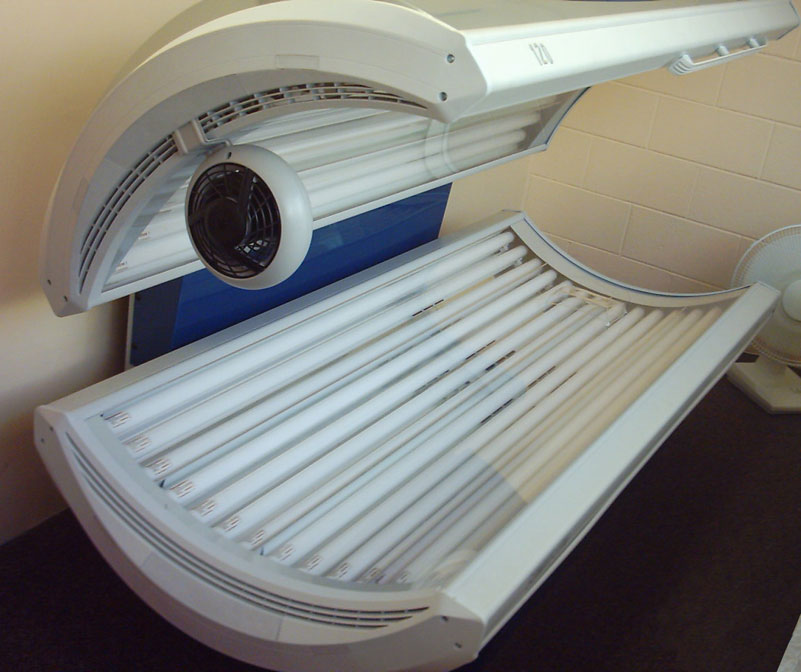
Een zonnebank met de uv-lampen uit.

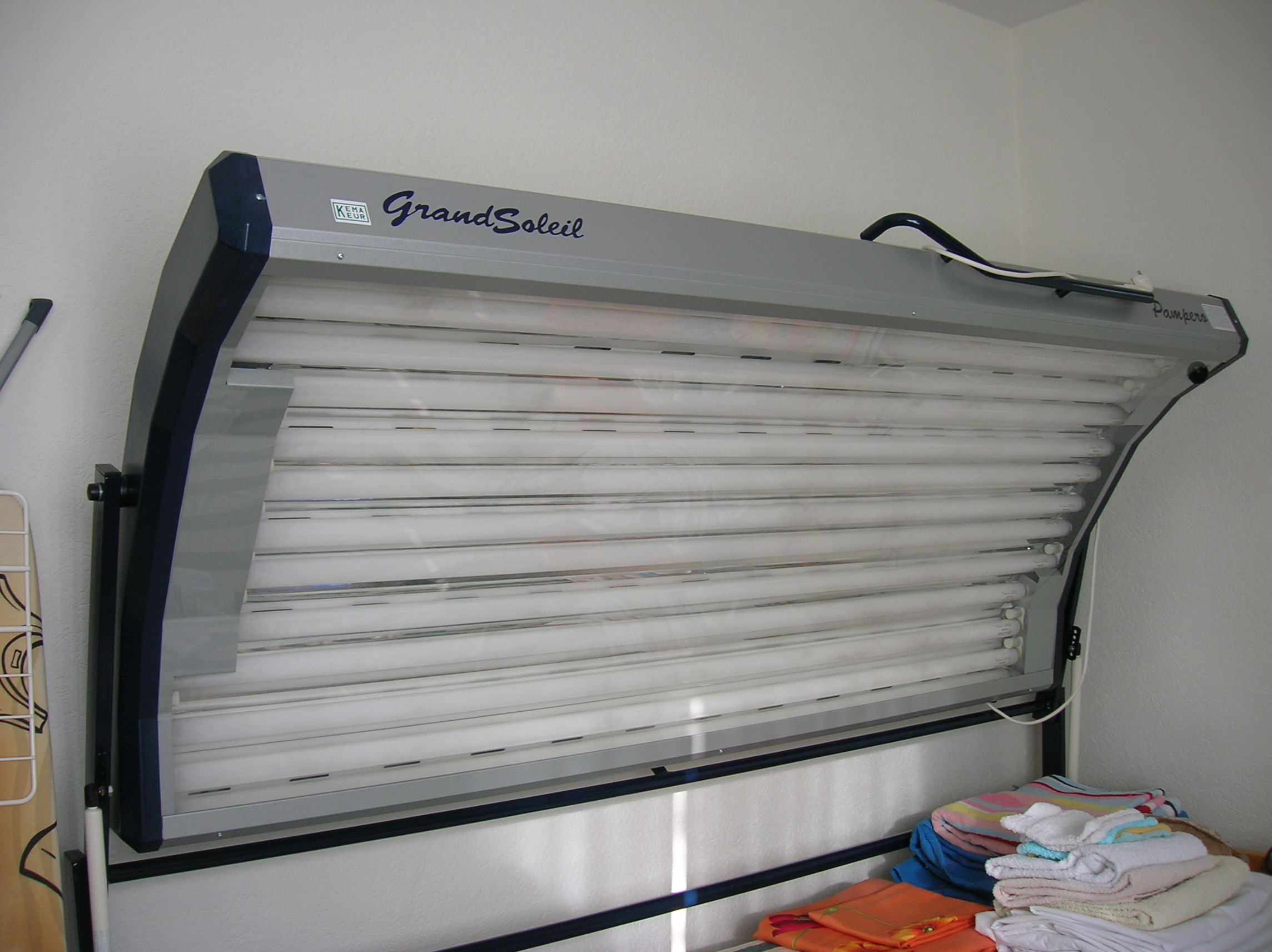
Een zonnehemel met de uv-lampen uit.

Een zonnebank of solarium is een elektrisch apparaat, dat kan bestaan uit 1 of 2 delen. De eendelige zonnebank wordt ook wel zonnehemel genoemd.
De tweedelige zonnebank bestaat uit twee gebogen panelen (de bovenste scharniert), beide voorzien van 10 à 12 speciale uv-lichtbuizen. Men gaat op het onderste paneel liggen en trekt het bovenste paneel naar zich toe. De zonnebank is voorzien van een timer, waarmee de te zonnen tijd moet worden ingesteld.
Er bestaat ook een verticale variant van de tweedelige zonnebank waar men in moet staan. Deze ziet eruit als een kleedhokje en is aan alle zijkanten en aan de bovenkant voorzien van uv-buizen. Men stapt de zonnebank dan binnen via een deur nadat de tijd aan de buitenkant is ingesteld en gaat dan rechtop in het hokje staan waarbij men aan alle kanten bruin wordt. Een dergelijke zonnebank wordt vaak   snelbruiner genoemd.
Met behulp van uv-lampen, die het zonlicht nabootsen, kan men dan binnenshuis bruinen. 
De eendelige variant wordt veelal geplaatst bij een bed, zodat men op het bed kan gaan liggen en het paneel met lampen over zich heen kan trekken. Nadeel hierbij is dat men, na het verstrijken van de helft van de tijd, om dient te draaien om aan beide zijden van het lichaam gelijkmatig bruin te worden. Voordeel is dat het apparaat weinig ruimte in beslag neemt en daarom eenvoudig op een slaapkamer of logeerkamer naast het toch al aanwezige bed geplaatst kan worden. Hij kan hier ook aan het plafond worden opgehangen boven het bed, al dan niet in combinatie met een gewone lamp. Een kleine variant van de zonnehemel is de gezichtsbruiner. Dit is een kleine verticale zonnehemel die op tafel kan worden gezet voor een bruin gezicht.

## Risico
Het gebruik van de zonnebank is, net als buiten zonnen, niet zonder risico. Door blootstelling aan uv-straling kan door mutatie van het DNA in de huid bijvoorbeeld de celcyclus verstoord worden. Blootstelling van de huid aan ultraviolette stralen versnelt de veroudering van de huid en verhoogt de kans op verschillende vormen van huidkanker, en zeker vermijdbare uv-blootstelling dient daarom volgens dermatologen te worden vermeden, en al helemaal bij minderjarigen onder de 16. Verstandig gebruik van de zonnebank wordt aangeraden. Verder is het licht van een UV-lamp net als zonlicht gevaarlijk voor de ogen. Deze kunnen bij blootstelling aan de UV-lampen verbranden. Daarom wordt bij een zonnebank een speciale bril geleverd, waarmee tijdens het zonnen de ogen dienen te worden afgedekt.
In november 2021 besloten twee grote ketens van Nederlandse sportscholen zonnebanken uit hun vestigingen te verwijderen, na een oproep van dermatologen en huidkankerpatiënten. 